# Charlot concierge
Pour plus de détails, voir Fiche technique et Distribution.
Charlot concierge (The New Janitor) est une comédie américaine de et avec Charlie Chaplin, sortie le 24 septembre 1914.

## Synopsis
Charlot est le nouveau concierge d'un immeuble de bureaux, et doit s'occuper du dernier étage qui héberge une banque. Il commence par faire le ménage dans le bureau du président de la banque, mais fait maladroitement tomber son seau d'eau par la fenêtre, qui atterrit directement sur le président de la banque lui-même. Fou furieux, celui-ci renvoie Charlot sur le champ.
Pendant ce temps, un employé de la banque est menacé de mort par Luke Connor, son créancier. Comme il n'a pas assez d'argent, il décide de voler celui de la banque, dans le coffre du bureau du directeur. Mais il se fait surprendre par la sténographe, qui appuie sur la sonnette du concierge.
Charlot, abattu par son renvoi, décide malgré tout de répondre à l'appel. Il parvient alors à désarmer le voleur puis à récupérer l'arme. Averti par les coups de feu, un policier arrive et en déduit que Charlot est le voleur. Après que le calme soit revenu, la sténographe rétablit la vérité et Charlot est grassement récompensé par le directeur.

## Fiche technique
- Réalisation, scénario et montage : Charles Chaplin
- Musique originale : Robert Israel
- Photo : Frank D. Williams
- Producteur : Mack Sennett
- Société de production : Keystone Film Company
- Distribution : Mutual Film
- Format : noir et blanc - Muet - 1,33:1
- Pays :  États-Unis
- Langue : intertitres originaux en anglais
- Durée : 16 minutes

## Distribution
- Charlie Chaplin : le concierge
- Jess Dandy : le président de la banque
- John T. Dillon : le méchant
- Al St. John : le garçon d'ascenseur
- Helen Carruthers : la sténographe (non créditée)
- Glen Cavender : Luke Connor (non crédité)